# Pterolophia bambusae
Pterolophia bambusae là một loài bọ cánh cứng trong họ Cerambycidae.